# Arbigny
Arbigny település Franciaországban, Ain megyében. Lakosainak száma 459 fő (2022. január 1.). Arbigny Chavannes-sur-Reyssouze, Saint-Bénigne, Sermoyer, Vescours, Farges-lès-Mâcon és Uchizy községekkel határos.

## Népesség
A település népességének változása:
| Lakosok száma | 353  | 311  | 314  | 349  | 427  | 453  | 463  | 460  | 458  | 459  |
|               | 1968 | 1982 | 1990 | 2006 | 2013 | 2015 | 2017 | 2019 | 2020 | 2022 |